# Камчатський український самодіяльний театр «Мрія»
Камчатський український самодіяльний театр «Мрія» - створений у 2004 році в осередку Національно-культурної автономія українців Камчатки , завдяки  ентузіазму  голови  обкому профспілки  працівників культури Євгена Ханіна та декількох  захоплених акторським мистецтвом людей, які  об'єдналися  навколо нього заради збереження своїх самобутніх національних ознак далеко за межами своєї батьківщини.